# Nothocremastus funestus
Nothocremastus funestus är en stekelart som beskrevs av Dasch 1979. Nothocremastus funestus ingår i släktet Nothocremastus och familjen brokparasitsteklar. Inga underarter finns listade i Catalogue of Life.